# Bose-Einsteinova statistika
Bose-Einsteinova statistika (po S. N. Boseu i A. Einsteinu) je kvantna statistika što se primjenjuje na bozone, čestice kojima je spin cjelobrojni višekratnik reducirane Planckove konstante. Raspodjela čestica po energijskim stanjima opisuje se matematičkom jednadžbom:
{\displaystyle n_{i}={\frac {1}{e^{\frac {E_{i}-\mu }{k\cdot T}}-1}}}
gdje je: Ei - energija stanja, μ - kemijski potencijal (energija potrebna da se sustavu pridruži dodatna čestica), k - Boltzmannova konstanta i T - termodinamička temperatura. Ispod neke kritične temperature gotovo sve čestice zauzimaju jedno (najniže) energijsko stanje (Bose-Einsteinova kondenzacija), a na višim temperaturama čestice gotovo ravnomjerno zaposjedaju sva energetska stanja, da bi na normalnim temperaturama raspodjela poprimila oblik Boltzmannove raspodjele.
Za razliku od klasične fizike i klasične statističke fizike, u ovom slučaju čestice se ponašaju tako da nije moguće razlučiti dva bozona, ali za razliku od fermiona, ne vrijedi Paulijev princip, to jest moguće je da se više (to jest neograničeni broj) čestica istovremeno nalazi u istom kvantnom stanju. Ovaj izraz svodi se na klasičnu Maxwell-Boltzmannovu distribuciju u slučaju za energije {\displaystyle (E_{i}-\mu )>>k\cdot T}.
Bose-Einstenovu statistiku uveo je 1920. fizičar S. N. Bose, u primjeni na fotone. Izraz je generalizirao i primijenio na atome 1924. A. Einstein. S obzirom na to da za bozone ne vrijedi Paulijevo načelo, na niskim temperaturama sve čestice teže da zauzmu najniže energetsko stanje. Ova pojava naziva se Bose-Einsteinova kondenzacija.